# Dahlia de la Cerda
Dahlia de la Cerda (Aguascalientes, 9 de marzo de 1985) es una escritora y activista mexicana. Conocida principalmente por sus libros Perras de Reserva (2019), Desde los zulos (2023), y Medea me cantó un corrido (2024),  además de su trabajo en la organización feminista Morras Help Morras. 

## Primeros años
Dahlia de la Cerda creció en el seno de una familia de clase media; sus padres se dedicaban a la venta de bebidas alcohólicas y la administración de bares y cantinas.
Trabajó desde adolescente y tuvo varios empleos, la mayoría relacionados al comercio; al inicio de su carrera literaria y hasta 2024 fue editora de noticias internacionales.
Estudió la carrera de Filosofía en línea en "una universidad sin prestigio", al mismo tiempo que tomaba talleres literarios, la mayoría con la maestra Leticia Figueroa Estrada. Gradualmente abandonó la carrera.
Publicó su primer cuento en 2009 mientras tomaba un taller de guion cinematográfico con la escritora Rocío Castro, quien dejó como tarea que participaran en un concurso literario. De la Cerda aplicó al certamen "Letras de la Memoria" de la ciudad de Aguascalientes, llevándose el primer lugar. El premio consistía en un pago de 3000 pesos y la publicación del texto en la revista Parteaguas.
Años después, en 2013, después de que una prima suya fuera víctima de feminicidio, de la Cerda se interesó por el feminismo; fundó la colectiva pro elección Morras Help Morras junto con las activistas Diana Rivero, Karina Leyva y Sofía Regalado, y comenzó a escribir al respecto. Ganó cierta notoriedad como autora luego de que dos textos suyos sobre violencia de género se hicieran virales ese mismo año.

## Carrera literaria

### Perras de Reserva (2019)
Luego de diez intentos, en 2015 se convirtió en becaria del Programa de Estímulo a la Creación y Desarrollo Artístico (PECDA) con el proyecto Nuestras muertas tienen nombre, un libro electrónico integrado por diez textos narrativos sobre los feminicidios en México, proyectado para ser de distribución libre.Por sugerencia de la escritora Martha Lilia Sandoval, quien fue su asesora, siguió puliendo el proyecto hasta que pudiera publicarlo en una editorial. En 2016 se convirtió en becaria del Fondo Nacional para la Cultura y las Artes (FONCA) con un proyecto de narrativa e investigación sobre mujeres en prisión y delincuencia femenina desde la perspectiva del feminismo interseccional. A instancia de su tutor, el escritor Hernán Lara Zavala, cambió la dirección del proyecto hacia la escritura de "cuentos sobre la criminalidad femenina, sobre mujeres abyectas que se salen del canon de la buena mujer". En 2018 volvió a ser becaria del FONCA con un proyecto de narrativa sobre la situación de mujeres que habitan en las periferias de las ciudades y de la feminidad: mujeres enfermas, criminales, transexuales y racializadas. En esa ocasión estuvo bajo la tutoría de las escritoras Brenda Lozano y Amelia Suárez Arriaga El cuento Perejil y Coca Cola se publicó en la antología del FONCA de ese año.Al año siguiente, en 2019, recopiló todos los cuentos que había escrito auspiciada por las becas anteriores para concursar para el Premio de Cuento Joven Comala, el cual ganó. Parte del premio consistía en publicar la obra ganadora bajo el sello editorial Tierra Adentro, el cual se convirtió en su libro debut: Perras de Reserva.
Un año más tarde, por invitación de la escritora Gabriela Jáuregui, participó en el volumen colectivo Tsunami 2, con el texto Feminismo sin cuarto propio, el cual fue publicado por la editorial Sexto Piso.Debido al acercamiento con la editorial, su fundador, el escritor Eduardo Rabasa, le propuso a de la Cerda realizar una segunda edición de Perras de Reserva con cuatro cuentos agregados a los nueve originales.Desde entonces publica en esa editorial.

### Desde los zulos (2023)
Durante 2022, de la Cerda publicó una columna llamada Desde los zulos en la extinta revista Reporte Sexto Piso, en la cual reflexionaba sobre distintos temas sobre su vida personal y sus años como activista, aparte de algunas reflexiones teóricas sobre feminismo, raza, género y clase. Al año siguiente se recopilaron sus columnas junto con el ensayo Feminismo sin cuarto propio para publicarlas todas en un volumen con el mismo nombre de su columna. De acuerdo con la escritora, su intención con Desde los zulos era:
...Analizar el mundo mediante la “matriz de opresiones” y no sólo del “patriarcado” (...) Mi objetivo es complejizar a las mujeres ya sea a través de los personajes o a través del ensayo. Decir que no somos solamente seres violentables y tampoco somos seres de luz, que en el mismo universo puede convivir que una sea perfectamente culera y que aun así te hayan violentado; puede ocurrir al revés, que seas opresora y sólo hayas vivido discriminación, las relaciones de poder son complicadas, pero no es un berrinche mío el señalar: “Miren, las mujeres también son malas” o “las mujeres también han tenido esclavos” o “las mujeres también han sido opresoras”, sino que las idealizaciones nos afectan en la vida cotidiana.

### Medea me cantó un corrido (2024)
En 2024, siguiendo con su línea narrativa sobre mujeres marginadas, de la Cerda publicó el libro Medea me cantó un corrido, pero en esta ocasión se decantó por escribir también sobre los hombres reclutados por el crimen organizado y la relación que sostienen con las mujeres de su vida, en un ejercicio por "reescribir los clásicos", usando la figura "moralmente gris" de Medea para mediar sus historias, imaginando cómo sería su experiencia si viniera a México. Sobre su decisión para cambiar el sujeto de sus narraciones, la escritora explicó para Excélsior:
Me encontré un Tiktok de chicos que ya estaban reclutados por un grupo criminal y subieron un video para presumirlo. Adolescentes de entre 12 y 16 años, y tenían comentarios de supuestos miembros del Ejército: “Tres días y son abono” o “los pollitos de colores”.
Me impactó mucho que las personas encargadas de darnos seguridad estaban celebrando que iban a matar niños. Eso me radicalizó para escribir sobre el tema.

Ya en la investigación de estos chicos también me di cuenta de que hay mujeres alrededor de ellos que también son afectadas por el narcotrabajo; son las novias, mamás o hermanas. Hay que ver que esos niños sicarios no están aislados, sino que tienen toda una red de mujeres que se benefician de la violencia que ejercen y otras que viven las consecuencias.
Medea me cantó un corrido, de la autora mexicana Dahlia de la Cerda, se adentra en un entramado narrativo que fusiona elementos de la mitología griega con realidades sociales actuales. A través de la figura de Medea, dentro de los temas que toca se encuentran la violencia que enfrentan muchas mujeres en México, sino también su resiliencia y empoderamiento. La obra aborda temas de gran relevancia, como la violencia doméstica y el feminicidio, además propone una reflexión sobre el dolor y la lucha de las mujeres en un contexto que resuena con la realidad de muchas. 
Este libro fue uno de los finalistas del Premio Ribera del Duero, galardón que se otorga a lo mejor del cuento internacionalmente. 
Además ganó como mejor audiolibro en español en el Audie Award, premio enntregado en los Estados Unidos; está  obra es narrada por Irene Azuela, Maya Zapata, Astrid Mariel Romo, Gabriela Guraieb, Julio Dublán, y Sara Vivanco; y publicada por la  Editorial Audiolibre. 

## Recepción crítica
Perras de Reserva recibió una mayor atención mediática a partir de la segunda edición y la recepción crítica fue mixta, con reseñas positivas mayormente por la crítica internacional por parte de medios como Big Issue y Full Stop. La periodista española Berna González Harbour alabó al libro en El País, afirmando que:
La obra es tan sólida como permeable a la vez; tan atrayente como solvente; y se edifica sobre un dominio del lenguaje que atraviesa el universo de todas las mujeres jóvenes, todas las clases sociales y todas las realidades que conviven en México. Las buenas, las malas y sobre todo las peores.
Por su parte, la crítica mexicana Carmen Simón afirmaba que el libro "(tiene) una voz impostada, que alude a clichés locales y que no se moja, sino que se queda en la superficie."y el periodista Roberto Pliego se limitó a afirmar que Perras de reserva "no era literatura".Sin embargo, también hubo reseñas positivas por parte de la prensa mexicana que alababan principalmente el hecho, no solo de hablar de las mujeres marginadas, sino también "darles voz".
Desde los zulos también gozó de una buena recepción internacional con buenas reseñas. La investigadora venezolana Gisela Kozak afirmó en la reseña que escribió del libro para Literal Magazine: 
La originalidad del texto reside precisamente en este punto de partida, las coordenadas de tiempo y espacio que definen a quien escribe: el México pobre y popular, los productos que se usan, la música que se disfruta, las exigencias laborales y de la vida doméstica. En otras palabras, el mundo real de un inmenso sector de las mujeres no sólo mexicanas sino latinoamericanas. (...) Un hilo conductor fundamental es el de señalar los defectos del “feminismo blanco”, la denominación que se ha popularizado –a despecho de su ambigüedad y origen muy específicamente estadounidense– para señalar las muy reales e indiscutibles falencias de un feminismo que universaliza una idea de la mujer proveniente de Estados Unidos y Europa occidental.
Si bien las reseñas publicadas en medios fueron positivas, los comentarios en línea fueron agresivos y negativos más enfocados en el estilo de la escritura que en las ideas desarrolladas en ella. De la Cerda se defendió afirmando que "lo más relevante todo han sido las lectoras, yo sigo aquí por las lectoras."

## Polémicas

### Peso Pluma
En enero de 2024, el sociólogo chileno Alberto Mayol escribió una columna para BioBio Chile bajo el título "A veces hay que escuchar al narco", en la que afirmaba que la presentación del cantante Peso Pluma en el día de cierre del Festival Viña del Mar era una promoción de la narcocultura, acción que resultaba equivalente a "tener un cantante que promueve la pedofilia", criticando, principalmente, que el canal público TVN lo transmitiera con dinero público. De la Cerda respondió a Mayol en El País con un texto llamado "Escuchemos a las juventudes que le cantan al narco", en el que sostiene que es importante escuchar las expresiones culturales de las juventudes que crecieron en el contexto de la guerra contra el narcotráfico, específicamente los corridos bélicos, en lugar de censurarlas. Y criticó la doble moral de quienes censuran los corridos, pero celebran obras literarias con contenido problemático, y su correspondiente promoción estatal como la novela El amor en los tiempos del cólera de Gabriel García Márquez, de la que recuperó este extracto: "Ya no era la niña recién llegada que él desnudaba pieza por pieza con engañifas de bebé: primero estos zapatitos para el osito, después esta camisita para el perrito, después estos calzoncitos de flores para el conejito, y ahora un besito en la cuquita rica de su papá". La polémica se extendió por un mes con su respectivo bullicio en redes y de la Cerda recibió una réplica por parte del sociólogo en El País.
Peso Pluma canceló su presentación en Viña del Mar poco tiempo después aludiendo a "razones personales". Sin embargo, proyectó el texto de la escritora en su presentación en el festival Coachella meses después.

## Morras Help Morras
En 2013, fundó el colectivo Morras Help Morras junto con las activistas Diana Rivero, Karina Leyva y Sofía Regalado, la cual está orientada a dar información y acompañamiento a mujeres y personas gestantes de contextos prohibicionistas que hayan decidido abortar en casa haciendo uso de Misoprostol. Su principal proyecto es Aborta Segura, el cual está enfocado a la reducción de muertes maternas y abortos inseguros. Su método está inspirado en el Modelo Uruguayo de Salud Reproductiva.

Según el sitio web del proyecto:
Trabajamos en barrios periféricos dando talleres de derechos sexuales y reproductivos a través de métodos anti-coloniales. Además facilitamos cursos de oficios no tradicionales en colonias populares y damos acompañamiento de medicina contra-hegemónica a adolescentes embarazadas en alto riesgo de vulnerabilidad.
Comenzaron únicamente difundiendo información sobre el aborto, derechos de las mujeres, métodos y prevención; sin embargo, no brindaban acompañamiento en sus primeros años. Su práctica se volvió más moderada y menos teórica una vez que el proyecto comenzó a recibir financiamiento, por lo que podían difundir sus datos en el transporte público y comenzaron a acercárseles mujeres con necesidad de abortar.
En 2018, la colectiva tuvo que reforzar su compromiso y pronunciarse públicamente en periódicos de circulación nacional ante la iniciativa de reforma constitucional con la que el Partido Encuentro Social pretendía la protección del derecho a la vida desde la concepción hasta la muerte, la cual estaba siendo impulsada por el diputado Jesús Morquecho Valdéz.

## Obras
- 2019 Perras de Reserva
- 2023 Desde los zulos
- 2024 Medea me cantó un corrido

### Obras traducidas
- 2023 Bastarde Disperate (italiano)
- 2024 Wściekłe suki (polaco)
- 2024 Chiennes de garde (francés)
- 2024 Reservoir Bitches (inglés)
- 2025 Cadelas de agudel (portugués)[7]

### Antologías
- 2020 Tsunami 2
- 2021 Mexicanas: trece narrativas contemporáneas
- 2022 Ecstasy, Astra Magazine
- 2022 Los cuerpos que habitamos : ficción y no ficción sobre nuestro derecho a decidir
- 2023 Nuestras Resistencias. Escritoras que nos vuelan la cabeza
- 2025 Tsunami: Women’s Voices from Mexico

## Premios y reconocimientos
- 2009 Ganadora del certamen literario Letras de la Memoria, del Centro Cultural Los Arquitos.[47]
- 2015 Becaria del PECDA.[9]
- 2016 y 2018 Becaria del Programa Jóvenes Creadores del FONCA.[1]
- 2019 Premio de Cuento Joven Comala[48]
- 2025 Longlist Booker Prize[49]